# Evangelische Kirche (Bitburg)

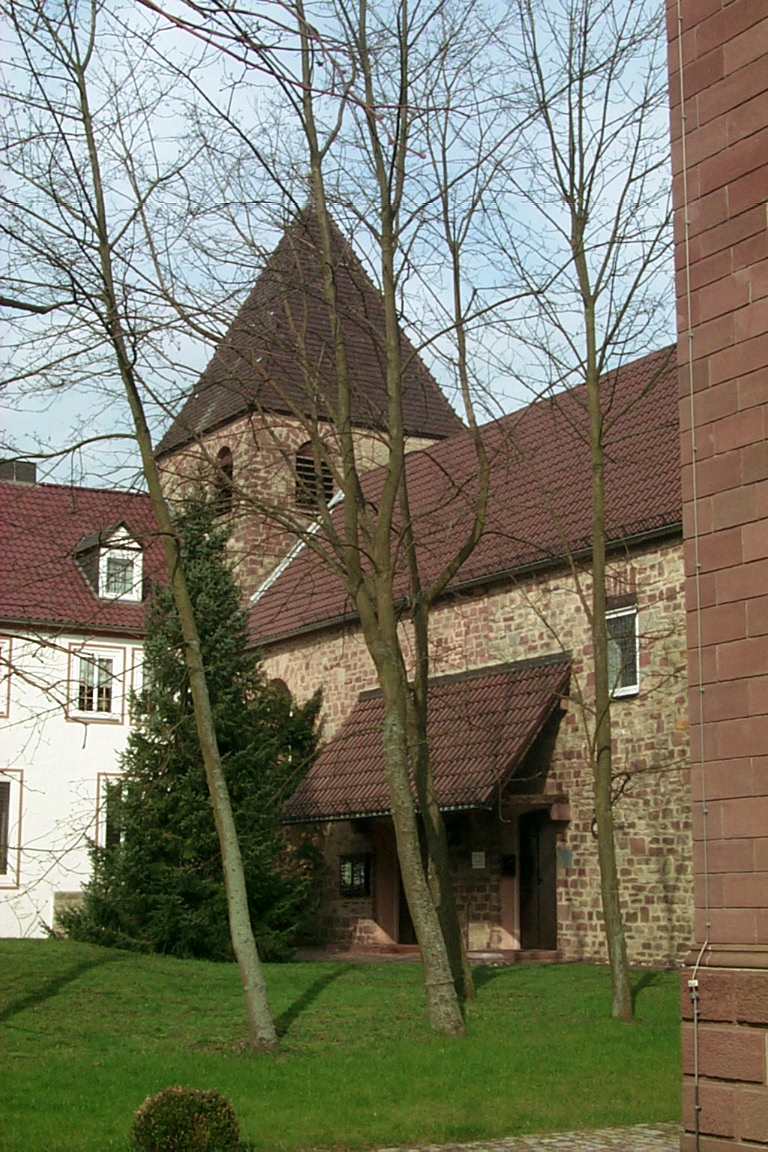
Außenansicht

Die Evangelische Kirche in Bitburg ist eine von vier Kirchen und mehreren Gebetsräumen der Evangelischen Kirchengemeinde Bitburg im Kirchenkreis Trier der Rheinischen Landeskirche. Der erste Sakralbau, die Gustav-Adolf-Kapelle wurde für die kleine Diasporagemeinde wurde 1872 erbaut. Im Zweiten Weltkrieg wurde sie zusammen mit dem Pfarrhaus zerstört und 1950–52 an gleicher Stelle aber mit anderer Ausrichtung neu erbaut.

## Geschichte
Die Reformation konnte sich in der Südeifel nicht durchsetzen. Erst nachdem auch das Bitburger Land nach dem Wiener Kongreß zu Preußen kam, siedelten sich dort in der komplett katholisch geprägten Region einzelne evangelische Christen, vor allem preußische Verwaltungsbeamte wie Gendarmen, Gefängnisaufseher, Forstbeamte, Gerichtsvollzieher und Landräte usw. an. Kirchenrechtlich gehörte der (damalige) Landkreis Bitburg zur Kirchengemeinde Trier, ab 1828 zur neu errichteten Kirchengemeinde Prüm. 1852/53 schickte der Rheinische Provinzialausschuss Wanderprediger zur Erforschung der „evangelischen Lage“ in das Gebiet. 1854 fand für die auf 110 Mitglieder angewachsene Kirchengemeinde die erste Gemeindeversammlung satt und im Jahr darauf konnte der erste mit Vikar eingeführt werden. Diese fand wie auch im Folgenden die Gottesdienste im damaligen Friedensgericht in Bitburg statt. 1867 konnte ein Haus in der Oberen Gasse mit einem Versammlungsraum und einer Vikarswohnung ersteigert werden.

## Die Gustav-Adolf-Kapelle von 1872 bis 1944

Gustav-Adolf-Kapelle: Außenansicht um 1900

Gustav-Adolf-Kapelle: Innenansicht um 1900

Um eine Pfarrgemeinde werden zu können, wurde 1872 ein Kirchenbau beschlossen.
Da die kleine 148 Seelen zählende und finanzschwache Gemeinde nicht in der Lage war, selbst den Bau einer kleinen Kirche zu finanzieren, wandte man sich von Westen nach Osten mit Massenpetitionen an die Kirchenvorstände. Weitere Mittel brachte eine Haus-Kollekte in der ganzen Rheinprovinz. Schließlich sicherten eine Zuwendung des Gustav-Adolf-Vereins, eine Spende des Landrats und ein allerhöchstes Gnadengeschenk des Königs die Finanzierung. Der katholisch geprägte Stadtrat von Bitburg überließ der Kirchengemeinde sehr preiswert einen Bauplatz und schenke ihr darüber hinaus auch noch Bauholz aus dem Stadtwald. Der königliche Kreisbaumeister Krone entwarf kostenlos einen Bauplan für eine einfach im gotischen Stil gehaltene Kirche, die spätere Gustav-Adolf-Kapelle.
In den Grundstein wurden unter der Türschwelle rechts am 11. April 1875 eine Urkunde, Exemplare mehrerer Zeitungen sowie ein Siegestaler von 1871 gelegt. Sie wurde nach Plänen des königlichen Kreisbaumeister A. Krone erbaut und wurde am 28. Oktober 1875 eingeweiht. Sie war ein einfacher neugotischer Saalbau und stand mit der Westfassade zur Straße. Die Westfassade wurde von einem die Glocken tragenden Dachreiter bekrönt.
Am 11. November 1876 wurde die Evangelische Kirchengemeinde Bitburg zur eigenständigen Pfarrgemeinde erhoben. Der Vikar wurde zum Gemeindepfarrer. Durch den Bau der Eifelbahn Köln-Trier im Jahr 1871 setzte ein wirtschaftlicher Aufschwung ein. Die Bahn brachte auch viele Urlauber in das reizvolle Kyllburg. 1883 zählte die Gemeinde 220 Mitglieder, davon 120 in Bitburg selber.
Da das bisher genutzte Gebäude in der Oberen Gasse Schäden durch Feuchtigkeit aufwies, wurde nach Plänen und Maßgabe des Trierer Architekten Reinhold Wirtz 1888 neben der Kirche ein neues Pfarrhaus errichtet. Die Finanzierung erfolgte nun mit Hilfe einer Hauskollekte bei evangelischen Bewohnern im Regierungsbezirk Trier – Aachen – Koblenz – Köln und zuletzt Düsseldorf. Während des Ersten Weltkriegs zeichnete die Gemeinde insgesamt vier Kriegsanleihen. Im Juli 1917 wurden die Glocken beschlagnahmt und zu Kriegsgerät verarbeitet (siehe Glockenspende).
Ab dem 20. November 1924 wurden per Beschluss Frauen zur Presbyterwahl zugelassen und 1926 wurde die erste Frau in den Kirchenvorstand gewählt. Nach der Machtübernahme der NSDAP schloss die Bitburger Gemeinde der unter den Deutschen Christen gegründete Reichskirche an und wandte sich gegen die aus der Bekenntnissynode entstandene Bekennende Kirche, deren Verhalten als Rebellion gekennzeichnet wurde. Darauf trat ein Presbyter zurück, der das Führerprinzip in der Kirche ablehnte. Die Anzahl der Gemeindemitglieder war mittlerweile auf 300 angestiegen.
Am Heiligen Abend 1944 wurde bei einem Luftangriff der Royal Air Force Bitburg zu 85 % zerstört und danach zur toten Stadt erklärt. Die Gustav-Adolf-Kapelle wurde dabei total, das Pfarrhaus stark zerstört.

## Die heutige Kirche von 1952

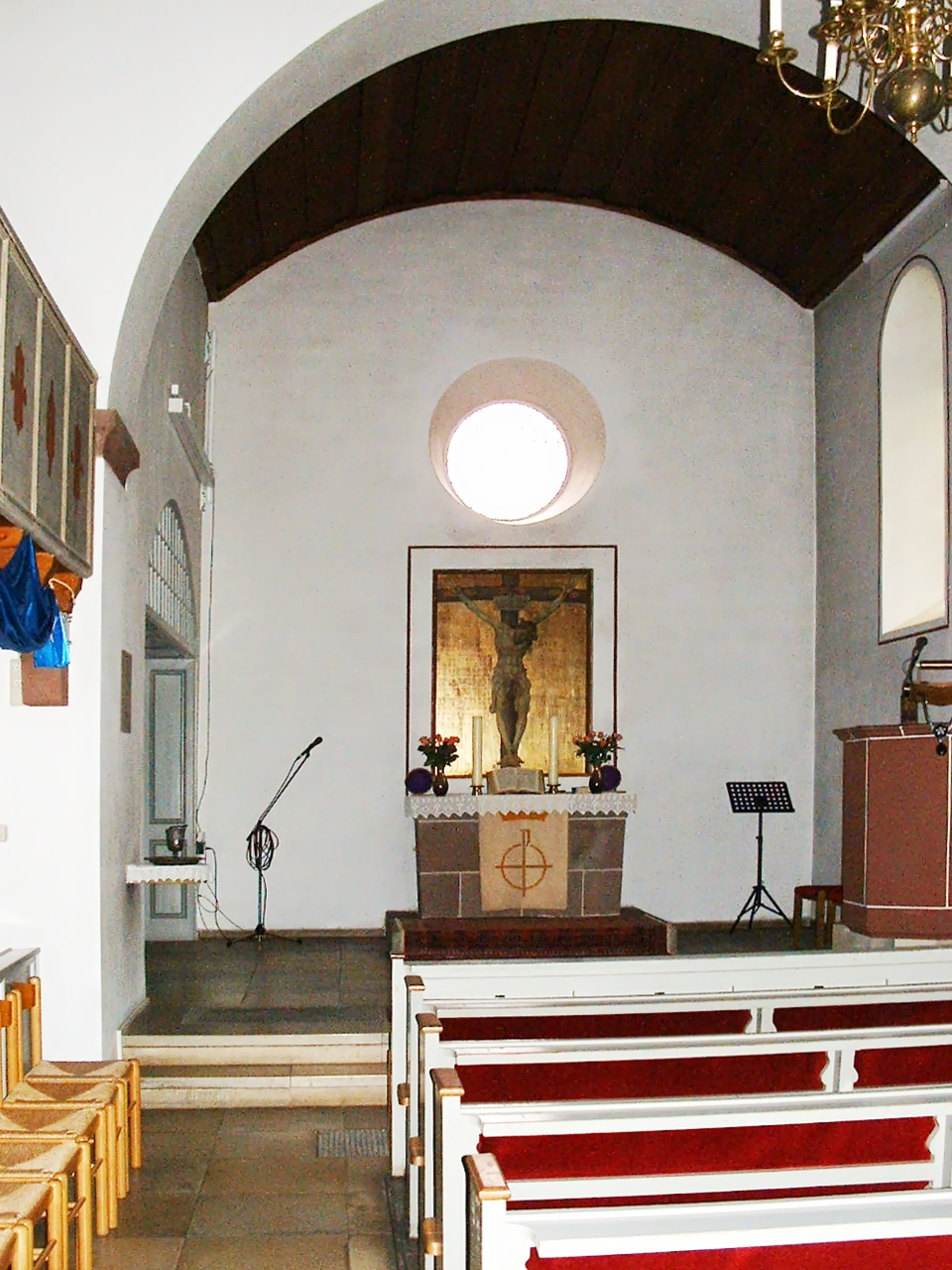
Innenansicht

Nach der Zerstörung der Kirche wurden die Gottesdienste in der Krankenhauskapelle gefeiert. Der Wiederaufbau der Kirche erfolgte unter Baurat Heinrich Otto Vogel an alter Stelle, jedoch mit um 90° gedrehter Ausrichtung. Die Kirche steht jetzt parallel zur Straße und ist von Süd nach Nord ausgerichtet. Der quadratische Chorturm an der Nordseite ist rechtwinklig an das im Jahr zuvor wieder aufgebaute Pfarrhaus angefügt. Turm und Kirchenschiff sind aus unverputztem Rotsandstein gemauert. Das Innere besteht aus einem kurzen Schiff und dem Chor im Untergeschoss des Turms. Der Chorraum ist mit einer flachen Holztonne gedeckt, das Schiff ist flachgedeckt. An der Süd- und er Nordseite befindet sich Emporen, die ebenso wie die Kirchenbänke farbig gefasst sind. Am Altar zeigt ein Gemälde von Martin Mendgen Christus an einem Astkreuz. Das Kirchengebäude hatte ursprünglich nur Zweitdrittel der heutigen Länge und besaß an der Südseite in Flucht mit der Straßenseite einen halbrunden Turmanbau, der etwa bis zur Traufhöhe des Kirchenschiffes reichte.
1981 bekam die Kirche im Süden einen Anbau, der Turmstumpf wurde entfernt und das Kirchenschiff dadurch nach Süden erweitert. Der Kirchenraum wurde aber nicht direkt vergrößert, da im Anschluss an den Kirchenraum ein Gemeindesaal eingerichtet wurde, der bei Festtagen mit der Kirche verbunden werden kann. Daneben wurden Büros, Jugend- und Gemeinderäume eingerichtet. Dach, Mauerwerk, Fenster und ein zweiter Eingang des Anbaus wurden der vorhandenen Bausubstanz exakt angepasst, dennoch wurden die Proportionen zum Turm damit verändert.
Durch den Zuzug vor allem von Heimatvertriebenen stieg die Anzahl der Gemeindemitglieder von 1.500 in den 1960/70er Jahren auf 2800, davon 800 in Bitburg. Nach dem Zuzug über 1000 deutschstämmiger Aussiedler ist die Zahl der Gemeindemitglieder bis zum Jahr 2000 auf über 4400 gestiegen.

### Glocken
Die Kirchenglocken aus Bronze wurden der Evangelischen Kirchengemeinde 1956 von der amerikanischen protestantischen Flugplatzgemeinde nach einer großen Sammelaktion geschenkt. Alle Glocken sind mit folgender Inschrift versehen: „Presented by United States Air Force Protestant Christians to the Bitburg Protestant congregation in token of our prayers for everlasting unity“ („… als Zeichen unserer Gebete für eine immerwährende Einheit im Glauben“)
| Name     | Masse  | Schlagton | Weitere Inschrift                                                                                        |
| -------- | ------ | --------- | --- |
| in FAITH | 280 kg | c′        | Erhalt uns Herr bei deinem Wort Evangelische Kirchengemeinde Bitburg 1956                                |
| in HOPE  | 190 kg | d′        | Jesus Christus gestern und heute und derselbe auch in Ewigkeit Evangelische Kirchengemeinde Bitburg 1956 |
| in LOVE  | 120 kg | f′        | O Land, Land, Land höre des Herrn Wort Evangelische Kirchengemeinde Bitburg 1956                         |

### Orgel

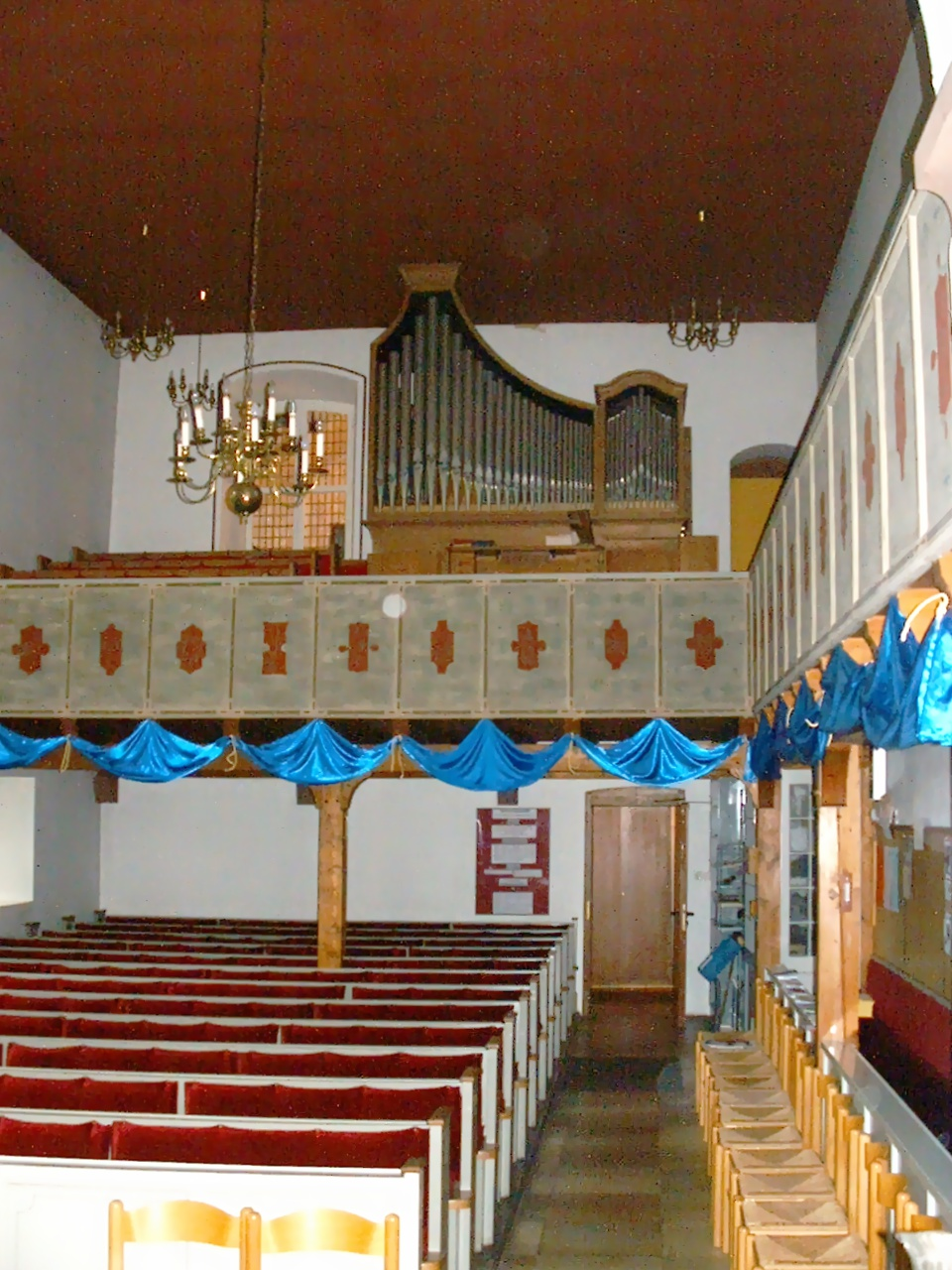
Orgel

Die Orgel wurde 1957 von der Orgelfirma Förster & Nicolaus aus Lich (Hessen) erbaut. Die Orgel hat zwölf Register, zwei Manuale und Pedal. Sie ist in der Region die erste nach dem Krieg wieder mit mechanischer Traktur erbaute Orgel. Bei der Abnahme vom 22. November 1957 lobte der Sachverständige des Landeskirchlichen Orgel- und Glockenamts zwar die handwerkliche Solidität, beanstandet jedoch klangliche Mängel. Orgelbaumeister Gustav Cartellieri aus Wittlich nahm 1996 ausgehend von diesem Gutachten folgende Änderungen vor: Durch Erhöhung des Winddrucks wurde dem Pedalregister Subbass mehr Substanz gegeben, das Register Terzian 2-fach wurde durch das Register Sesquialter 2-fach ersetzt und das sehr markante Register Krummhorn von 1957 wurde durch ein deutlich dezenteres ersetzt.

### Nutzung
In der Kirche findet jeden Sonntag und an den meisten Festtagen ein Gottesdienst statt. Sie ist die einzige Kirche der Kirchengemeinde mit wöchentlichen Gottesdiensten. Die anderen Kirchen der Kirchengemeinde stehen in Bollendorf, Kyllburg und Speicher. Mit der Trierer Baptistengemeinde verbindet die Kirchengemeinde eine engen Partnerschaft, die sich auch in vielen gemeinsamen Veranstaltungen niederschlägt. Durch den Zuzug vor allem von Heimatvertriebenen stieg die Anzahl der Gemeindemitglieder nach dem Zweiten Weltkrieg auf 1.500 in den 1960/70er Jahren auf 2800, davon 800 in Bitburg.

## Pfarrer und Gemeindeleitung
| Name                         | Amtszeit  | Anmerkung |
| ---------------------------- | --------- | --- |
| Friedrich Emil Julius Rehorn | 1855–1859 | Pfarrvikar |
| Kishling                     | 1859–1862 | Pfarrvikar |
| Friedrich August Wieben      | 1862–1873 | Pfarrvikar |
| Pfr. H. Simon                | 1873–1878 | zuerst Vikar, ab 1876 erster Pfarrer der Kirchengemeinde. In seine Amtszeit fiel der Kirchenbau, der am Ende seiner Amtszeit abbezahlt war. |
| Pfr. Knochenhauer            | 1879–1879 | |
| Pfr. Klöppinger              | 1880–1882 | Im Urlaub plötzlich verstorben. |
| Georg Mohr                   | 1883–1911 | In seine Amtszeit fällt der Bau der Kirche in Kyllburg.                                                                                     |
| Wilhelm Fliedner             | 1912–1926 | war später Superintendent und wechselte wegen der besseren. Erreichbarkeit nach Wittlich                                                    |
| Willy Ludwig Schmidt         | 1926–1949 | |
| Pastor Böttger               | 1949–1950 | |
| Heinrich Schroer             | 1950–1974 | In seine Amtszeit fiel der Wiederaufbau von Pfarrhaus und Kirche.                                                                           |
| Pfr. Schiffler               | 1978–1984 | |
| Johannes Mann                | 1985–1995 | |
| Hans-Ulrich Ehinger          | seit 1996 | |